# Lethe davidi
Lethe davidi är en fjärilsart som beskrevs av Charles Oberthür 1881. Lethe davidi ingår i släktet Lethe och familjen praktfjärilar. Inga underarter finns listade i Catalogue of Life.